# 加勒比海龍
加勒比海龍（学名：Syngnathus caribbaeus），為輻鰭魚綱棘背魚目海龍魚科的其中一種，分布於西大西洋區的加勒比海海域，體長可達22.5公分，棲息在沿海的海草床或沙底質的淺水域。

## 外部連結
- 加勒比海龍的圖片（页面存档备份，存于）